# London Bridge (chanson)
Pour les articles homonymes, voir London Bridge (homonymie).
Singles de Fergie
Fergalicious
Pistes de The Dutchess
All that I got (The Make Up song) avec Will.i.am Pedestal
London Bridge est le premier single de la chanteuse de pop et de hip-hop Fergie issu de l'album The Dutchess (2006). Il est sorti le 19 juin 2006. La chanson est produite par Polow Da Don avec des paroles écrites par Sean Garrett. Selon quelques critiques musicales, cette chanson serait proche du tube Hollaback Girl de la chanteuse Gwen Stefani.

## Vidéo musicale
Le clip accompagnant "London Bridge", réalisé par Marc Webb, a été filmé à Woolwich Barracks à Woolwich, South London à la mi-juin 2006, pendant l'étape The Monkey Business Tour des Black Eyed Peas au Royaume-Uni. Fergie a collaboré avec les autres membres du groupe will.i.am, Taboo et apl.de.ap sur le concept du clip pour le rendre plus distinctif ; ils ont tous fait des apparitions dans la vidéo. Elle a décrit le concept en disant : « Nous faisons ce truc de type androgyne où mes filles et moi allons dans un Club de gentlemen et les entraînons dans une salle de bain et ressortons habillées. Elles seront habillées de façon très pimpante et très belles. »
Pour la vidéo, Fergie a fait appel à des danseuses de renfort qui ont également fait office de gardes du corps, habillées en cholas — des filles mexicaines coriaces connues pour porter du rouge à lèvres foncé et de longs cheveux — pour que la vidéo « ait un peu plus de mordant, soit très distincte, soit très mixte. » On voit Fergie naviguer par intermittence sur la Tamise juste devant le Tower Bridge, qui n'est pas le même que le London Bridge, malgré le titre de la chanson. Fergie a inspiré l'une de ses tenues pour le clip vidéo du blason et du tartan de sa famille, en le modifiant au besoin pour le moderniser. Elle porte également un diadème incliné sur le côté de sa tête pour rappeler le titre royal de son album et avoir le même nom de famille et le même surnom que Sarah, duchesse d'York. Une décennie après sa première diffusion originale, le clip vidéo a été mis en ligne sur la chaîne Vevo de Fergie le 4 août 2016.

## Versions

### UK Version CD Single
1. London Bridge [Album Version]
2. London Bridge [Instrumental]

### UK Version 12
Side A
1. London Bridge [Dirty Version]
2. London Bridge [A Cappella]

Side B
1. London Bridge [Radio Edition]
2. London Bridge [Instrumental]

### Aus Version CD Single
1. London Bridge [Normal (Dirty) Version]
2. London Bridge [Instrumental]
3. London Bridge [A Cappella]
4. London Bridge [Closed Caption "Oh Snap"]

## Dans la culture populaire
La chanson apparait dans le film américain Nos pires voisins sorti en 2014.